# Fornuft og følelse
Fornuft og følelse er en roman af den engelske forfatter Jane Austen, der blev udgivet i 1811. Det var den første roman, Austen udgav.
Fornuft og følelse er dramatiseret flere gange, både som spillefilm og som tv-serie. Se liste i artiklen Jane Austen.

## Handling
Handlingen foregår i 1800-tallet i den engelske overklasse. I centrum er to meget forskellige søstre og deres lige så forskellige kærlighedshistorier. Den ældste søster, Elinor Dashwood, lader sig lede af fornuften, mens den yngste, Marianne Dashwood, er impulsiv og i sine følelsers vold.
| Bog | Spire Denne artikel om bøger og tidsskrifter er en spire som bør udbygges. Du er velkommen til at hjælpe Wikipedia ved at udvide den. |